# Општина Неаполи-Сикијес
Општина Неаполи-Сикијес (грч. Δήμος Νεάπολης-Συκεών) је општина у Грчкој. По подацима из 2021. године број становника у општини је био 80.888. Административни центар је насеље Сикијес. Општина обухвата солунска четири насеља: Неаполи, Пефка, Свети Павле и Сикијес.

## Становништво
| 2011.  | 2021.  |
| ------ | ------ |
| 84.741 | 80.888 |